# فریدو دورفل
فریدو دورفل (انگلیسی: Friedo Dörfel; ۱۹ فوریهٔ ۱۹۱۵ – ۸ نوامبر ۱۹۸۰) بازیکن فوتبال اهل آلمان بود.
از باشگاه‌هایی که در آن بازی کرده‌است می‌توان به باشگاه فوتبال هامبورگ اشاره کرد.
وی همچنین در تیم ملی فوتبال آلمان بازی کرده‌است.